# Batalla de Martorell (1114)
La batalla de Martorell de 1114 fou una batalla lluitada al congost de Martorell, entre Ramon Berenguer III i els comtats d'Urgell i Cerdanya contra els almoràvits.

## Antecedents
Un cop alliberats de la presència de Rodrigo Díaz de Vivar  a Balansiya, els almoràvits van poder iniciar les campanyes cap als comtat de Barcelona, Urgell i Aragó. El 1114, procedents de Balansiya i comandats per Muhàmmad ibn Àïxa amb reforços de Muhàmmad ibn al-Hajj, governador de Saraqusta, havien entrat per Làrida a través de l'Urgell i la Segarra fins al pla de Barcelona. Entretant, els almoràvits de les Balears desembarcaren al delta del Besòs per tal d'atacar Barcelona, i destruïren Sant Adrià de Besòs i Sant Andreu de Palomar.

## Batalla
Martorell fou evacuada mentre Ramon Berenguer III i els comtats d'Urgell, Cerdanya i la guarnició del castell comanda per Udalard Ramon de Rosanes feia front als almoràvits, que foren refusats i perseguits seguint la costa fins a Salou.

## Conseqüències
Els catalans van iniciar els atacs contra Balaguer i Lleida (1116).